# Boos (Nahe)
Boos település Németországban, Rajna-vidék-Pfalz tartományban. Lakosainak száma 351 fő (2023. december 31.).

## Népesség
A település népességének változása:
| Lakosok száma | 368  | 369  | 371  | 366  | 360  | 351  |
|               | 1975 | 2017 | 2019 | 2021 | 2022 | 2023 |